# Geneseo (Illinois)
Pour les articles homonymes, voir Geneseo.
Geneseo est une ville du comté de Henry, dans l'Illinois, aux États-Unis.
La ville comptait une population de 6 586 habitants au recensement de 2010, contre 6 480 à celui de 2000. Geneseo est situé à 20 miles à l'est des Quad Cities.

## Personnalités liées à la commune
- La cryptographe Agnes Meyer Driscoll est née à Geneseo en 1889[1].

## Source